# Badhusfötter
Badhusfötter är en infektion som framförallt drabbar fotsulorna och orsakas av bakterien Pseudomonas aeruginosa. Bakterien kan finnas i simbassänger, bubbelpooler och andra varmvattensanläggningar, med högt pH och otillräcklig klorering.
Badhusfötter är en tämligen ny diagnos i Sverige. De första svenska fallen av badhusfötter var i Uppsala 2019, men fall har även konstaterats i Norrbottens län, Kalmar län och i Skåne. 
Oftast är det barn mellan 2 och 15 år som drabbas, där symtomen är smärta, rodnad och svullna fotsulor. Det finns inget botemedel, men besvären brukar försvinna av sig själv inom några dagar.
Badhusfötter är inte smittsamt från person till person.